# Cue bid Michaelsa
Cue bid Michaelsa – konwencja licytacyjna z licytacji dwustronnej. Polega na zalicytowaniu koloru przeciwnika, który otwierał naturalnie na wysokości 1. Pokazuje ręce dwukolorowe. 

## Opis
Cue bid Michaelsa polega na zalicytowaniu koloru przeciwnika, który otwierał naturalnie (tzn. jego odzywka ma naturalne znaczenie) na poziomie 1. Cue bid pokazuje ręce dwukolorowe (skład co najmniej 5-5). Jeżeli przeciwnik licytował kolor młodszy, cue bid Michaelsa pokazuje kolory starsze (kiery i piki). Jeżeli przeciwnik licytował kolor starszy, cue bid pokazuje drugi kolor starszy i nieokreślony kolor młodszy. Siła cue bidu Michaelsa może być różna i zależy od ustaleń w parze. 
Przykład: 
(1♥️️) - 2♥️️!
z ręką 
♠️️ KQxxx
♥️️ x
♦️ xx
♣️️ QJ10xx.
Cue bidu Michaelsa używa się w połączeniu z podobną konwencją niezwykłe 2BA. 

## Cue bid Michaelsa we Wspólnym Języku
We Wspólnym Języku użycie cue bidu Michaelsa jest nieco odmienne od tradycyjnego. Cue bid Michaelsa jest wykorzystywany w połączeniu z niezwykłym 2BA, przy czym 2BA pokazuje 2 najmłodsze nielicytowane kolory, podczas gdy cue bid - pozostałe układy dwukolorowe. 
Uzupełnieniem cue bidu Michaelsa i niezwykłego 2BA we Wspólnym Języku jest konwencyjne 2♦️ po sztucznym otwarciu 1♣️️ oznaczające dwa najstarsze kolory. 
Przykłady: 
| Prawy przeciwnik   | Cue bid | Znaczenie                                           |
| ------------------ | ------- | --------------------------------------------------- |
| (wieloznaczne) 1♣️️ | 2♦️     | Oba kolory starsze (2BA oznaczałoby trefle i kara). |
| 1♦️                | 2♦️     | Piki i kiery lub piki i trefle.                     |
| 1♥️️                | 2♥️️     | Piki i kolor młodszy.                               |
| 1♠️️                | 2♠️️     | Kiery i kolor młodszy.                              |
| 2♥️️                | 3♥️️     | Piki i kolor młodszy (2BA byłoby naturalne).        |